# Spin
『spin』(スピン) は、日本のロックバンド、SADSの11枚目のシングル。2014年6月14日に発売。

## 概要
- 2014年に行われたショート・サーキット『Evil 7 playground』会場限定販売。セルフカバーアルバム『erosion』と同時発売。
- ライブ会場限定発売後、通常盤を一般流通でリリースすると公式ホームページよりアナウンスがあったが、2023年の時点でも実現されていない。

## 収録曲
| 全作詞: 清春、全作曲: KAZ、全編曲: SADS、三代堅。 |                          |       |            |      |
| #                                                 | タイトル                 | 作詞  | 作曲・編曲 | 時間 |
| 1.                                                | 「spin」                 | 清春  | KAZ        | 3:51 |
| 2.                                                | 「Tell me what you lie」 | 清春  | KAZ        | 3:26 |
| 3.                                                | 「PSYCHO GALLET」        | 清春  | KAZ        | 3:56 |
| 合計時間:                                         | 合計時間:                | 11:13 |            |      |